# Mistrzostwa Świata w Szermierce 1922
Mistrzostwa Świata w Szermierce 1922 – 2. edycja mistrzostw odbyła się w Paryżu (szpada) i Ostendzie (szabla).

## Klasyfikacja medalowa
| Lp. | Państwo  | złoto | srebro | brąz | Razem |
| --- | -------- | ----- | ------ | ---- | ----- |
| 1   | Holandia | 1     | –      | –    | 1     |
| –   | Norwegia | 1     | –      | –    | 1     |
| 2   | Francja  | –     | 2      | 1    | 3     |
| 3   | Belgia   | –     | –      | 1    | 1     |

## Medaliści

### Mężczyźni
| Złoto        | Srebro              | Brąz             |
| Szpada       |                     |                  |
| Raoul Heide  | Robert Liottel      | Gaston Cornereau |
| Szabla       |                     |                  |
| Arie de Jong | Maurice Taillandier | Léon Tom         |